# Франк XII фон Кронберг
Франк XII фон Кронберг Богатия (на немски: Frank XII 'der Reiche' von Cronberg; ок. 1397; † 5 март или 5 май 1461) е рицар от имперския рицарски род Кронберг. Резиденцията му е замък Бург Кронберг над днешния град Кронберг в Таунус в Хесен, Германия.

## Произход
Той е син на рицар Валтер VI фон Кронберг († 1400) и втората му съпруга Елза/Елизабет фон Рункел († 1413/1420), дъщеря на Дитрих III фон Рункел († 1403) и Юта фон Сайн († 1421), дъщеря на граф Салентин фон Сайн († 1384/1392). Внук е на рицар Франк VIII фон Кронберг († 1378) и ландграфиня Лорета фон Райзенберг († 1367). Майка му се омъжва втори път на 2 август 1404 г./пр. 3 юли 1405 г. за граф Райнхард III фон Вестербург († 1449).
Брат е на Агнес фон Кронберг (* ок. 1398, Кронберг; † 1442), омъжена между 13 септември 1408 и 18 ноември 1412 г. за Еберхард II фон Епщайн-Кьонигщайн († 1443). Полубрат е на Лорхе фон Кронберг († сл. 1419), омъжена на 24 ноември 1371 г. за рицар Хартмут VIII фон Кронберг „Стари“ († 1425/1426), байлиф на Бонамес, дъщерята на първата жена на баща му Гетцеле фон Хатцфелд († сл. 1396).

## Фамилия
Франк XII фон Кронберг се жени пр. 13 януари 1413 г. за Катарина фон Изенбург-Гренцау (* ок. 1413; † 21 декември 1465, погребана в Роделхайм), дъщеря на Салентин VI фон Изенбург († 1458) и Мария фон Изенбург-Бюдинген-Гренцау († сл. 1396), дъщеря на Еберхард фон Изенбург-Гренцау († 1399) и Мехтилд фон Марк († 1406), дъщеря на граф Адолф II фон Марк († 1347) и Маргарета фон Клеве († 1348). Те имат една дъщеря:
- Елизабет фон Кронберг-Рьоделхайм († 15 юли 1438), омъжена ок. 17 октомври 1429 г. за граф Йохан фон Золмс-Лих (* 1411; † 1457)

## Галерия
- Замък Кронберг над старата част на град Кронберг
- Замък и град Кронберг